# 뉴클리어 피직스 (학술지)
《뉴클리어 피직스》(영어: Nuclear Physics)는 동료 평가를 받는 과학 학술지이다. 1956년 시작되었으며, 1967년부터는 《뉴클리어 피직스 A》(Nuclear Physics A)와 《뉴클리어 피직스 B》(Nuclear Physics B)로 나뉘어 출판되었다. 부록인 《뉴클리어 피직스 B: 프로시딩스 서플먼츠》(Nuclear Physics B: Proceedings Supplements) 또한 1987년부터 출판되고 있다.